# الدوري الألماني الشرقي 1987–88
الدوري الألماني الشرقي 1987–88 هو الموسم 41 من الدوري الألماني الشرقي. أقيم خلال الفترة 8 أغسطس 1987 وحتى 28 مايو 1988، وأشرف على تنظيمه الاتحاد الأوروبي لكرة القدم، وكان عدد الأندية المشاركة فيه 14، وفاز فيه دينامو برلين.